# Diocesi di Satriano

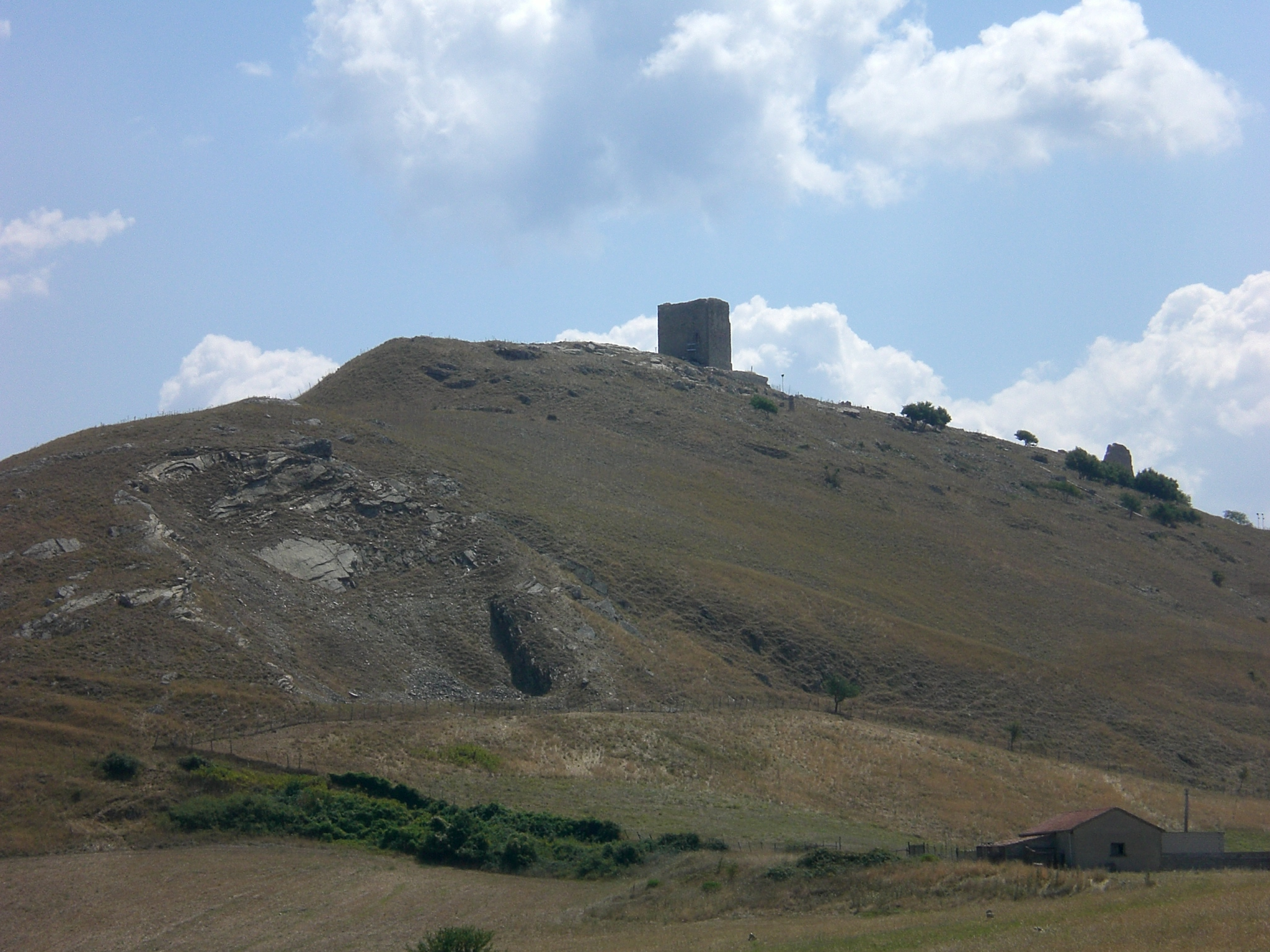
Il sito di Satrianum oggi.

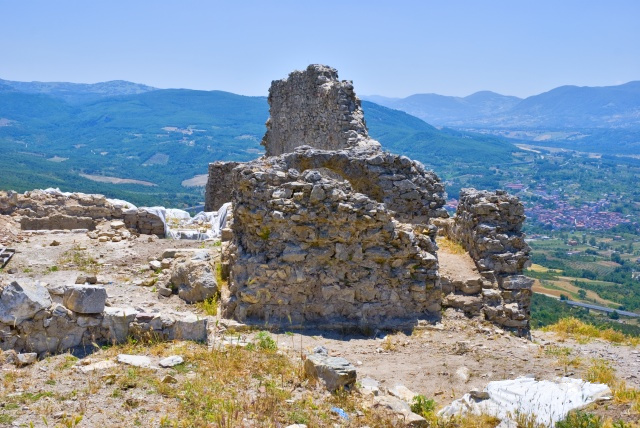
Rovine dell'abitato medievale di Satrianum.

La diocesi di Satriano (in latino Dioecesis Satrianensis) è una sede soppressa e sede titolare della Chiesa cattolica.

## Territorio
La diocesi comprendeva l'antico abitato medievale di Satrianum, ubicato tra gli attuali comuni di Satriano e Tito, e il territorio circostante. Di questa città oggi non resta più niente e sono in corso scavi archeologici, che hanno riportato alla luce i resti della cattedrale, dedicata a santo Stefano protomartire, e di diversi ambienti connessi, identificabili con il palazzo episcopale.
Prima della soppressione, la diocesi era costituita da solo 6 parrocchie: tre a Caggiano ed una ciascuno per Sant'Angelo Le Fratte, Salvia (oggi Savoia) e Pietrafesa (oggi Satriano di Lucania).

## Storia
La diocesi è documentata per la prima volta in una bolla di papa Urbano II del 20 luglio 1098, dove appare tra le suffraganee dell'arcidiocesi di  Conza. Primo vescovo noto di Satriano fu Giovanni, menzionato in un diploma normanno del 1108. Un omonimo è documentato in un'altra carta del 1135. Dopo di loro, è noto il vescovo Pietro, che prese parte al concilio lateranense del 1179.
Lo storico lucano Giacomo Racioppi, in base a documenti greci del XII secolo, ipotizza che la città di Satriano avesse dei coloni greco-bizantini, dal quale si potrebbe dedurre che i primi vescovi di Satriano fossero di rito greco; questa tesi, avvalorata dal fatto che è documentata la presenza di preti greci a Caggiano, è tuttavia affermata con cautela dal Racioppi; di certo con i Normanni la diocesi adottò il rito latino.
Secondo le fonti letterarie, Satrianum fu rasa al suolo per ordine della regina Giovanna II di Napoli nel 1430; di certo fu definitivamente abbandonata in seguito al violento terremoto che devastò tutto il territorio limitrofo nel 1456. Fino al 1525 la sede temporanea della diocesi fu Sant'Angelo Le Fratte dove soggiornarono per qualche tempo i vescovi.
Il 19 giugno 1525 con la bolla Pro excellenti praeeminentia di papa Clemente VII fu eretta la diocesi di Campagna, a cui contestualmente fu unita aeque principaliter quella di Satriano. Tuttavia le metropolie di appartenenza erano distinte: Campagna dipendeva dall'arcidiocesi di Salerno, mentre Satriano rimase sottomessa a Conza.
Il 27 giugno 1818 la sede di Satriano fu soppressa con la bolla De utiliori di papa Pio VII ed il suo territorio unito a quello della diocesi di Campagna.
Dal 1968 Satriano è annoverata tra le sedi vescovili titolari della Chiesa cattolica; dal 3 dicembre 2022 l'arcivescovo, titolo personale, titolare è Emilio Nappa, segretario generale del Governatorato dello Stato della Città del Vaticano.

## Cronotassi

### Vescovi
- Giovanni I † (menzionato nel 1108)[5]
- Giovanni II † (menzionato nel 1135)[6]
- Pietro † (menzionato nel 1179)
- Felice † (menzionato nel 1208)
- Anonimo † (menzionato nel 1215)
- Anonimo † (7 febbraio 1222 - ?)
- Nicola † (prima di ottobre 1223 - dopo marzo 1224)
- Leone, O.Cist. † (28 luglio 1267 - dopo il 1272/1273)
- Lorenzo † (circa 1284 - 1303 deceduto)
- Francesco † (4 marzo 1304 - dopo il 1314)
- Arduino † (dopo il 1314 - 1332 deceduto)
- Francesco da Spoleto, O.F.M. † (2 dicembre 1332 - circa 1348 deceduto)
- Giovanni III † (10 dicembre 1348 - 1369 deceduto)
- Angelo Bartolomeo † (17 luglio 1369 - dopo il 1377 deceduto)
- Tommaso † (28 novembre 1388 - ? deceduto)
  - Guglielmo di Sant'Angelo † (20 agosto 1388 - ?) (antivescovo)
- Riccardo ? † (1401 - ?)[7]
  - Antonio Panciera † (23 giugno 1419 - 23 dicembre 1420 dimesso) (amministratore apostolico)
- Andrea da Venezia, O.P. † (23 dicembre 1420 - 1439 deceduto)
- Pietro † (2 dicembre 1439 - ? deceduto)
- Giacomo, O.S.B. † (21 gennaio 1443 - ?)
- Pietro Orseoli † (7 settembre 1474 - 22 febbraio 1483 nominato arcivescovo di Santa Severina)
- Ladislao † (1483 - 1484 deceduto)
- Giorgio, O.S.B. † (5 novembre 1484 - 23 giugno 1491 nominato vescovo di Castro di Puglia)
- Tommaso di Acayre, O.P. † (22 giugno 1491 - ? deceduto)
- Agostino Orti, O.P. † (10 luglio 1500 - 17 marzo 1521 deceduto)
- Cherubino Caietano, O.P. † (20 marzo 1521 - 19 giugno 1525 nominato vescovo di Campagna e Satriano)
  - Sede unita a Campagna (1525-1818)

### Vescovi titolari
- Ramón Iglesias i Navarri † (29 aprile 1969 - 11 dicembre 1970 dimesso)
- Paul Augustin Mayer, O.S.B. † (6 gennaio 1972 - 25 maggio 1985 nominato cardinale diacono di Sant'Anselmo all'Aventino)
- Patrick Coveney † (27 luglio 1985 - 22 ottobre 2022 deceduto)
- Emilio Nappa, dal 3 dicembre 2022